# FN:s program för boende- och bebyggelsefrågor
FN:s boende- och bosättningsorgan (UN-HABITAT) engelska: United Nations Human Settlements Programme) är ett organ inom Förenta nationerna som arbetar för en hållbar utveckling och bra boendeförhållanden i världens bostäder.
UN-HABITAT bildades 1978 och har sitt huvudkontor i Nairobi, Kenya. Två regionala kontor finns dessutom i Rio de Janeiro, Brasilien och Fukuoka, Japan. Organisationens arbete styrs bland annat av FN-resolution 56/206 och den lyder sedan 2002 under FN:s ekonomiska och sociala råd. Organisationen hette tidigare United Nations Commission on Human Settlements (Habitat).
En uppföljningskonferens "Habitat II" hölls i Istanbul den 13 - 14 juni 1996.